# Verbundener Vertrag
Unter einem verbundenen Vertrag versteht das deutsche Schuldrecht einen Vertrag zwischen einem Verbraucher und einem Unternehmer über die Lieferung einer Ware oder die Erbringung einer anderen Leistung, der mit einem Darlehensvertrag verbunden ist. Dabei sind die beiden Verträge gemäß § 358 Abs. 3 Satz 1 BGB dann verbunden, wenn das Darlehen ganz oder teilweise der Finanzierung des anderen Vertrags dient und beide Verträge eine wirtschaftliche Einheit bilden.
Verbundene Verträge sind häufig Kauf- oder Werkverträge; aber z. B. auch ein Reisevertrag kann mit einem Darlehensvertrag verbunden werden.
Das Vorliegen verbundener Verträge zieht gemäß §§ 358, 359 BGB besondere Rechtsfolgen wie einen Einwendungs- und Widerrufsdurchgriff nach sich. Außerdem muss der Verbraucher gemäß § 358 Abs. 5 BGB in einer erweiterten Belehrung über die Rechtsfolgen des § 358 Abs. 1 und 2 BGB unterrichtet werden.
Der Zweck der rechtlichen Verknüpfung der beiden Verträge ist der Schutz des Verbrauchers vor Risiken, die ihm durch die Trennung eines wirtschaftlich einheitlichen Vertrages in ein Bargeschäft und einen damit verbundenen Darlehensvertrag drohen.
Typischerweise finden sich verbundene Verträge in Drei-Personen-Verhältnissen. Die Regelungen der §§ 358, 359 BGB finden aber auch Anwendung auf bloße Zwei-Personen-Verhältnisse, also auf Fälle, in denen der Unternehmer und der Darlehensgeber personenidentisch sind.

## Rechtliche Grundlagen
Die §§ 358, 359 BGB sind mit dem Schuldrechtsmodernisierungsgesetz vom 1. Januar 2002 eingeführt worden und lösen die Regelungen in § 9 Verbraucherkreditgesetz (VerbrKrG), § 4 Fernabsatzgesetz (FernAbsG) und § 6 Teilzeit-Wohnrechtegesetz ab. Der Begriff der „verbundenen Geschäfte“ in § 9 VerbrKrG sowie der Begriff der „finanzierten Verträge“ in § 4 FernAbsG wurden somit der einheitlichen Terminologie der „verbundenen Verträge“ zugeführt.
§ 358 BGB dient der Umsetzung der Richtlinie 97/7/EG (Fernabsatzrichtlinie), der FinDL-RL 6 VII und der TeilzeitnutzungsR-RL 7. § 359 dient der Umsetzung des Art. 11 II 1 VerbrKrRL 1986.
Durch Art. 1 des Gesetzes vom 24. Juli 2010 sind § 358 Abs. 2 Satz 2 und 3 BGB aufgehoben worden. In diesen Vorschriften war vorher ein Ausschluss des Widerrufsrechts geregelt.
Durch Art. 1 des Gesetzes vom 27. Juli 2011 sind § 358 Abs. 1 bis 5 dahin geändert worden, dass statt des Verbraucherdarlehensvertrages i. S. d. § 491 BGB jeder mit einem Verbraucher abgeschlossene Darlehensvertrag erfasst wird.

## Wirtschaftliche Einheit
Neben der Voraussetzung, dass das Darlehen ganz oder teilweise der Finanzierung des anderen Vertrages dient, müssten beide Verträge eine wirtschaftliche Einheit bilden.
Gemäß § 358 Abs. 3 Satz 2 BGB ist eine wirtschaftliche Einheit insbesondere dann anzunehmen, wenn der Unternehmer selbst die Gegenleistung des Verbrauchers finanziert, oder im Falle der Finanzierung durch einen Dritten, wenn sich der Darlehensgeber bei der Vorbereitung oder dem Abschluss des Darlehensvertrags der Mitwirkung des Unternehmers bedient.
Der Darlehensgeber bedient sich z. B. der Mitwirkung des Unternehmers bei der Vorbereitung oder dem Abschluss des Darlehensvertrags, wenn der Darlehensvertrag nicht aufgrund eigener Initiative des Darlehensnehmers zustande kommt, sondern weil der Vertreiber bzw. der Vermittler dem Verbraucher zugleich mit dem Waren- oder Dienstleistungsvertrag einen Darlehensantrag des Darlehensgebers vorlegt.
Bei einem finanzierten Erwerb eines Grundstücks oder eines grundstücksgleichen Rechts ist eine wirtschaftliche Einheit nur anzunehmen, wenn der Darlehensgeber selbst das Grundstück oder das grundstücksgleiche Recht verschafft oder wenn er über die Zurverfügungstellung von Darlehen hinaus den Erwerb des Grundstücks oder grundstücksgleichen Rechts durch Zusammenwirken mit dem Unternehmer fördert, indem er sich dessen Veräußerungsinteressen ganz oder teilweise zu Eigen macht, bei der Planung, Werbung oder Durchführung des Projekts Funktionen des Veräußerers übernimmt oder den Veräußerer einseitig begünstigt, § 358 Abs. 3 Satz 3 BGB.

## Widerrufsrecht
Sind Verträge im Sinne von § 358 BGB miteinander verbunden, ergeben sich einige Besonderheiten bei einem eventuell erklärten Widerruf des Verbrauchers. Ein Widerrufsrecht des Verbrauchers hinsichtlich des Darlehensvertrags kann sich aus § 495 Abs. 1 BGB ergeben. Dagegen kommen für den verbundenen Vertrag mit den § 312 Abs. 1 Satz 1, § 312d Abs. 1 Satz 1 und § 485 Abs. 1 BGB verschiedene Widerrufsrechte in Betracht. Gemäß § 355 Abs. 1 Satz 1 BGB ist der Verbraucher bei Ausübung eines dieser Widerrufsrechte an seine auf den Abschluss des Vertrags gerichtete Willenserklärung nicht mehr gebunden. Aufgrund des zivilrechtlichen Trennungsprinzips wirkt sich der Widerruf grundsätzlich nur auf den Vertrag aus, aufgrund dessen das Widerrufsrecht besteht. Damit auch der andere Vertrag seine Wirksamkeit verliert, müsste die auf dessen Abschluss gerichtete Willenserklärung ebenso widerrufbar sein und widerrufen werden.

### Widerrufsdurchgriff
Bei verbundenen Verträgen wird dagegen von § 358 Abs. 1 und 2 BGB angeordnet, dass der Verbraucher bei einem wirksamen Widerruf seiner auf Abschluss eines der Verträge gerichteten Willenserklärung auch nicht mehr an seine auf Abschluss des anderen Vertrages gerichtete Willenserklärung gebunden ist. Der Widerruf der Willenserklärung bzgl. des einen Vertrages erstreckt sich also auch auf die Willenserklärung bzgl. des anderen Vertrages (sog. Widerrufsdurchgriff). Dabei ist in § 358 Abs. 1 BGB der Widerrufsdurchgriff von dem Waren- oder Dienstleistungsvertrag auf den Darlehensvertrag bzw. in § 358 Abs. 2 BGB der umgekehrte Fall geregelt. Bei einem Durchgriff auf den Darlehensvertrag gemäß § 358 Abs. 1 BGB ist nicht das Vorliegen eines Verbraucherdarlehensvertrages gemäß § 491 BGB erforderlich; vielmehr reicht jeder mit einem Verbraucher abgeschlossene Darlehensvertrag aus. Doch muss es sich bei dem Durchgriff nach § 358 Abs. 2 BGB entgegen einem ausdrücklichen Hinweis im Gesetz um einen verbundenen Vertrag mit einem Unternehmer handeln.
Diese Regelung soll sicherstellen, dass der Verbraucher trotz der Nichtinanspruchnahme der Leistung des Unternehmers nicht sinnlos an einem Darlehensvertrag festhalten muss, der nur zur Finanzierung der Leistung des Unternehmers abgeschlossen wurde. Im umgekehrten Fall wird der Verbraucher vor einer finanziellen Überbelastung durch seine Zahlungspflicht gegenüber dem Unternehmer geschützt, da dann der der Finanzierung dienende Darlehensvertrag nicht mehr vorhanden ist. Der Verbraucher soll nicht einmal bei Ausübung des Widerrufsrechts auf die Erstreckung der Widerrufsfolgen auf den verbundenen Vertrag verzichten können. Ihm bleibt dann nur die Möglichkeit, den Vertrag neu abzuschließen.

### Besonderheiten bei Zugang der Widerrufserklärung
Der Verbraucher hat den Widerruf nach § 355 Abs. 1 Satz 2 BGB gegenüber dem Unternehmer zu erklären. Das kann bei verbundenen Verträgen entweder der Unternehmer, mit dem der Verbraucher den Vertrag über die Ware oder Dienstleistung geschlossen hat, oder der Darlehensgeber sein und hängt von dem jeweiligen Widerrufsrecht ab. Dabei stellt sich die Frage, wie der Fall zu beurteilen ist, wenn der Verbraucher den Darlehensvertrag widerrufen will, den Widerruf aber gegenüber dem Unternehmer des verbundenen Vertrags erklärt. Dies ist insbesondere vor dem Hintergrund der einzuhaltenden Widerrufsfrist nach § 355 Abs. 2 BGB relevant.
Der Widerruf ist eine empfangsbedürftige Willenserklärung und muss grundsätzlich demjenigen zugehen, demgegenüber der Widerruf seine Wirkung entfalten soll. Der Unternehmer des verbundenen Vertrages kann aber als Empfangsbote der Widerrufserklärung gegenüber dem Darlehensgeber fungieren. Empfangsbote ist, wer vom Empfänger zur Entgegennahme von Erklärungen bestellt worden ist oder nach der Verkehrsauffassung als bestellt anzusehen ist. Beim Abschluss des Darlehensvertrages ist der Vermittler als vom Darlehensgeber bestellt anzusehen, wenn Letzterer nicht unmittelbar in Erscheinung tritt.
Willenserklärungen an einen Empfangsboten gehen dem wirklichen Adressaten in dem Zeitpunkt zu, in dem nach dem regelmäßigen Verlauf der Dinge die Weiterleitung an diesen zu erwarten war. Übermittelt nun der Empfangsbote die Willenserklärung verspätet, falsch oder überhaupt nicht, geht dies zu Lasten des Empfängers.

### Rechtsfolgen des Widerrufs
Hat der Verbraucher den Widerruf erklärt, ist er weder an den widerrufenen noch an den verbundenen Vertrag gebunden. Für den widerrufenen Vertrag ergeben sich die Rechtsfolgen direkt aus § 357 BGB. Für den verbundenen Vertrag ordnet § 358 Abs. 4 Satz 1 BGB die entsprechende Anwendung von § 357 BGB und im Falle eines bestehenden oder bestandenen Widerrufsrechts gemäß § 312d BGB die entsprechende Anwendung von § 312e BGB an. Die verbundenen Verträge sind nicht als einheitliches Rechtsgeschäft, sondern als selbstständige Verträge zu behandeln. Die Rückabwicklung der beiden Verträge findet also im jeweiligen Leistungsverhältnis statt. Dies gilt im Umkehrschluss aus § 358 Abs. 4 Satz 5 BGB allerdings nur, wenn das Darlehen dem Unternehmer bei Wirksamwerden des Widerrufs noch nicht zugeflossen ist.
Gem. § 358 Abs. 4 Satz 2 BGB sind im Falle des § 358 Abs. 1 BGB Ansprüche auf Zahlung von Zinsen und Kosten aus der Rückabwicklung des Darlehensvertrags gegen den Verbraucher ausgeschlossen.

### Eintritt des Darlehensgebers
Wenn das Darlehen dem Unternehmer bei Wirksamwerden des Widerrufs oder der Rückgabe bereits zugeflossen ist, tritt der Darlehensgeber im Verhältnis zum Verbraucher hinsichtlich der Rechtsfolgen des Widerrufs oder der Rückgabe in die Rechte und Pflichten des Unternehmers aus dem verbundenen Vertrag ein, § 358 Abs. 4 Satz 5 BGB. Hierdurch soll eine bilaterale Rückabwicklung zwischen Verbraucher und Darlehensgeber erreicht werden. Anderenfalls müsste der Verbraucher zunächst dem Darlehensgeber den Darlehensbetrag zurückerstatten und dann seinerseits vom Verkäufer die Rückzahlung des Kaufpreises verlangen. Mit dieser Regelung wird insbesondere das Insolvenzrisiko des Verbrauchers, welches er bei einem Kaufpreisrückzahlungsverlangen gegenüber dem Unternehmer hätte, auf den Darlehensgeber, welcher in der Regel eine Bank ist, verlagert.
Es handelt sich dabei um einen Eintritt des Darlehensgebers in das Abwicklungsverhältnis zwischen Verbraucher und Unternehmer, d. h. der Darlehensgeber tritt vollständig an die Stelle des Unternehmers. Obwohl der Wortlaut des § 358 Abs. 4 Satz 3 BGB offen ist, kann von einem bloßen Schuldbeitritt des Darlehensgebers nicht gesprochen werden. Denn dann würden der Darlehensgeber und der Unternehmer gesamtschuldnerisch haften. Wenn dem Verbraucher aber die Wahl zwischen zwei Schuldnern bliebe, müssten dem Unternehmer, der durch einen Schuldbeitritt des Darlehensgebers von seinen Pflichten nicht befreit würde, seine Rechte gegenüber dem Verbraucher erhalten bleiben. Es käme damit zu einer Aufspaltung des Rückabwicklungsverhältnisses gegenüber verschiedenen Personen, was dem Zweck des § 358 Abs. 4 Satz 3 BGB zuwiderliefe.
Als Voraussetzung für diesen Schuldeintritt muss dem Unternehmer das Darlehen bei Wirksamwerden des Widerrufs oder der Rückgabe bereits zugeflossen sein. Das Darlehen ist dann zugeflossen, wenn der Verbraucher seine Verpflichtung gegenüber dem Unternehmer erfüllt hat, wenn also eine Auszahlung oder Gutschrift an den Unternehmer erfolgt ist.
Ist der Darlehensgeber in die Rechte und Pflichten des Unternehmers aus dem verbundenen Vertrag eingetreten, kann der Verbraucher von diesem zum einen die auf das Darlehen schon erbrachten Teilleistungen zurückverlangen, zum anderen aber auch die Rückgabe einer aus eigenen Mitteln an den Unternehmer geleisteten Anzahlung verlangen. Der Darlehensgeber kann dagegen vom Verbraucher nicht gemäß § 358 Abs. 4 Satz 1, § 357Abs. 1 Satz 1 und §§ 346 ff. BGB die Rückzahlung des Darlehens verlangen. Eine Leistung „übers Eck“ soll gerade nicht stattfinden. Hier muss sich der Darlehensgeber an den Unternehmer gemäß § 812 Abs. 1 Satz 1 Alt. 2 BGB (Durchgriffskondiktion) oder gemäß § 358 Abs. 4 Satz 5 analog BGB wenden.
Der Darlehensgeber erhält durch den Eintritt in die Schuld des Unternehmers aber spiegelbildlich einen Anspruch gegen den Verbraucher auf Rückgabe und Übereignung der Ware. Dieser Anspruch verfolgt den Zweck, dem Darlehensgeber seinen Rückgriffsanspruch gegenüber dem Unternehmer durch die Kaufsache abzusichern. Wenn der Verbraucher die Ware nun schon dem Unternehmer gegeben hat, steht dem Darlehensgeber gemäß § 358 Abs. 4 Satz 1, § 357 Abs. 1 Satz 1 und den §§ 348, 320 BGB gegenüber dem Verbraucher ein Zurückbehaltungsrecht hinsichtlich der gezahlten Darlehensraten zu. Der Darlehensgeber kann so lange die Rückzahlung verweigern, bis er die Ware erhält oder die Darlehensvaluta vom Unternehmer zurückerhält, da dann sein Sicherungsinteresse wegfallen würde.

## Einwendungsdurchgriff
Bei den beiden verbundenen Verträgen handelt es sich um zwei rechtlich selbstständige Verträge (sog. Trennungsprinzip). Mit der Regelung in § 359 BGB findet bei verbundenen Verträgen eine Durchbrechung des Prinzips der Relativität der Schuldverhältnisse statt, indem die Vorschrift den Verbraucher berechtigt, Einwendungen aus dem verbundenen Vertrag gegenüber dem Darlehensgeber einredeweise geltend zu machen. Ein solcher Einwendungsdurchgriff ist auf die Rechtsprechung zu § 242 BGB zurückzuführen.

### Leistungsverweigerungsrecht des Verbrauchers
Soweit den Verbraucher Einwendungen aus dem verbundenen Vertrag gegenüber dem Unternehmer, mit dem er den verbundenen Vertrag geschlossen hat, zur Verweigerung seiner Leistung berechtigen würden, steht ihm gemäß § 359 Satz 1 BGB ein Leistungsverweigerungsrecht bzgl. der Rückzahlung des Darlehens zu. Dadurch geht das Verwendungsrisiko hinsichtlich der Darlehensvaluta im Fall einer Insolvenz des Unternehmers vom Darlehensnehmer auf den Darlehensgeber über. Dieser Übergang ist deshalb gerechtfertigt, weil der Darlehensgeber schon durch die enge Zusammenarbeit mit dem Unternehmer eine gewisse Bereitschaft zur Risikoübernahme zum Ausdruck bringt und er den Verbraucher von seiner Stellung als über die Darlehensvaluta frei Verfügenden verdrängt.
Unter Einwendungen aus dem verbundenen Vertrag versteht man alle rechtshindernden, -vernichtenden sowie -hemmenden Einwendungen und Einreden, wie z. B. eine erklärte Aufrechnung gemäß § 389 BGB oder ein ausgeübtes Zurückbehaltungsrecht gemäß § 273 BGB.
Beispiel: Verbraucher V schließt im Internet mit Unternehmer U einen Kaufvertrag gemäß § 433 BGB über einen Gebrauchtwagen für 20.000 €. U wirbt auf seiner Internetseite damit, dass eine Finanzierung des Kaufpreises durch einen Darlehensvertrag mit der B-Bank (B) möglich sei. Dazu stellt U einen von der B zur Verfügung gestellten Musterdarlehensvertrag zum Download bereit. B bedient sich also zumindest bei der Vorbereitung eines Darlehensvertrages der Mitwirkung des U, so dass eine wirtschaftliche Einheit der beiden Verträge gegeben ist. Des Weiteren dient das Darlehen mit der B der Finanzierung des Kaufvertrages mit dem U. Damit sind die beiden Verträge verbunden.
V füllt den Darlehensvertrag ordnungsgemäß aus und schickt ihn der B zu. V schließt also mit B einen Verbraucherdarlehensvertrag in Höhe des Kaufpreises gemäß §§ 488, 491 BGB. Die Darlehensvaluta wird direkt von B an U ausgezahlt, woraufhin V von U das Auto erhält. Es stellt sich jedoch heraus, dass das Auto ein Unfallwagen und somit mangelhaft i. S. d. § 434 BGB ist. Eine Nacherfüllung gemäß § 439 Abs. 1 BGB ist nach § 275 BGB unmöglich, so dass V u. a. von U Schadensersatz statt der Leistung wegen Unmöglichkeit gemäß § 311aAbs. 2 S. 1 und § 437 Nr. 3 BGB fordern kann. Mit diesem Anspruch könnte V hinsichtlich des Kaufpreiszahlungsanspruches des U aus § 433 Abs. 2 BGB gegenüber U gemäß § 389 BGB aufrechnen oder aufgrund dieses Anspruchs die Kaufpreiszahlung an U gemäß § 273 BGB verweigern. Wenn V eine dieser Einwendungen aus dem verbundenen Vertrag geltend machen würde, könnte er sie der B gemäß § 359 Satz 1 BGB insofern entgegenhalten, als er die Rückzahlung des Darlehens bei Erlöschen der Kaufpreisforderung dauerhaft, anderenfalls bis zur Zahlung des Schadensersatzes verweigere. 

### Verhinderung des Schuldnerverzugs
Außerdem kann der Verbraucher durch sein Leistungsverweigerungsrecht den Eintritt des Schuldnerverzugs abwenden. Der Schuldnerverzug nach § 286 BGB fordert als ungeschriebenes Tatbestandsmerkmal die Durchsetzbarkeit der fälligen Forderung. Zwar hindert das bloße Bestehen eines nicht dauerhaft bestehenden Leistungsverweigerungsrechts, wie dem aus § 359 BGB, die Durchsetzbarkeit einer Forderung nicht, doch wird eine Forderung undurchsetzbar, sobald das Leistungsverweigerungsrecht geltend gemacht wird.
Besonders relevant wird diese Wirkung für eine eventuelle Kündigung des Darlehens durch den Darlehensgeber gegenüber dem Verbraucher nach § 488Abs. 3 Satz 1 i. V. m. § 498 Abs. 1 BGB. Voraussetzung für eine solche Kündigung ist der Verzug des Verbrauchers mit der Zahlung der Darlehensraten gemäß § 286 BGB. Wenn der Verbraucher nun aber sein Leistungsverweigerungsrecht aus § 359 BGB geltend macht, führt dies zur Nichtdurchsetzbarkeit der Darlehensforderung, mit der Folge, dass der Verbraucher nicht in den Verzug gerät. Der Darlehensvertrag könnte dann nicht nach §§ 488 Abs. 3 Satz 1 i. V. m. 498 Abs. 1 BGB gekündigt werden. Das Leistungsverweigerungsrecht muss aber vor der Kündigung erklärt werden. Eine Rückwirkung findet nicht statt.

### Ausschluss des Einwendungsdurchgriffs
Von diesem sog. Einwendungsdurchgriff sind gemäß § 359 Satz 2 BGB solche Einwendungen ausgeschlossen, die auf einer zwischen dem Unternehmer und dem Verbraucher nach Abschluss des Verbraucherdarlehensvertrags vereinbarten Vertragsänderung beruhen. Diese Ausnahme dient dem berechtigten Interesse des Darlehensgebers daran, dass er mit nachträglichen Belastungen bei Abschluss des Darlehensvertrags noch nicht rechnen brauchte. Würde man einen Einwendungsdurchgriff in diesen Fällen zulassen, würde der Darlehensgeber durch dessen Wirkungen belastet, obwohl ein berechtigtes Interesse von Unternehmer- oder Verbraucherseite dem nicht gegenüberstünde.

### Subsidiarität des Einwendungsdurchgriffs
Nach § 359 Satz 3 BGB kann der Verbraucher im Falle eines bestehenden Nacherfüllungsanspruchs gegen den Unternehmer die Rückzahlung des Darlehens erst dann verweigern, wenn die Nacherfüllung fehlgeschlagen ist.
Eine Nacherfüllung ist fehlgeschlagen, wenn nicht mehr erwartet werden kann, dass sie innerhalb der angemessenen Frist ordnungsgemäß erbracht wird, und es daher sinnlos wäre, mit der Geltendmachung etwaiger Sekundärrechte noch weiter zu warten. Insbesondere gilt im Kaufrecht gemäß § 440 Satz 2 BGB eine Nachbesserung nach dem erfolglosen zweiten Versuch als fehlgeschlagen, wenn sich nicht insbesondere aus der Art der Sache oder des Mangels oder den sonstigen Umständen etwas anderes ergibt.

## Rückforderungsdurchgriff
Die §§ 358, 359 BGB treffen keine speziellen Regelungen hinsichtlich der Rückabwicklung für Fälle, bei denen der verbundene Vertrag nicht wegen eines Widerrufs des Verbrauchers, sondern aus anderen Gründen unwirksam oder erloschen ist, wie z. B. durch Anfechtung oder Rücktritt. Es stellt sich hier die Frage, ob dem Verbraucher trotz des weiterhin wirksamen Darlehensvertrags ein Rückzahlungsanspruch gegen den Darlehensgeber hinsichtlich bereits gezahlter Darlehensraten zugesprochen werden kann.
War der verbundene Vertrag von vornherein nichtig, hat der Verbraucher gegen den Darlehensgeber trotz des weiterhin wirksamen Darlehensvertrages unstreitig einen Anspruch auf Rückzahlung etwaig gezahlter Darlehensraten aus § 812 Abs. 1 Satz 1 Alt. 1, § 813 i. V. m. § 359 S. 1 BGB. Da die Unwirksamkeit des verbundenen Vertrages schon im Zeitpunkt der Zahlung der Darlehensraten bestand, kann der Verbraucher diese nämlich als dauerhafte Einrede gegenüber dem Darlehensgeber geltend machen.
Wird der verbundene Vertrag aber erst später nach Zahlung etwaiger Darlehensraten durch einen Rücktritt in ein Rückgewährschuldverhältnis nach § 346 Abs. 1 BGB umgewandelt, werden verschiedene Ansätze vertreten, da in diesem Fall die Voraussetzungen von § 813 BGB nicht gegeben sind.
Der BGH will dem Verbraucher auch bei einem nicht von Anfang an unwirksamen Vertrag einen Rückforderungsanspruch gegen den Kreditgeber in einer analogen Anwendung von § 358 Abs. 4 Satz 3 a. F. (§ 358 Abs. 4 Satz 5 n.F.) BGB i. V. m. § 346 Abs. 1 und § 357 Abs. 1 BGB einräumen. Ein solcher Rückforderungsdurchgriff wird begründet mit einem umfänglichen Verbraucherschutz. Vor allem soll eine bilaterale Rückabwicklung erfolgen, damit der Kreditgeber, und nicht der Verbraucher, das Insolvenzrisiko des Unternehmers trage.
Dagegen lehnt eine andere Ansicht einen solchen Rückforderungsanspruch in diesem Fall ab. Der Gesetzgeber habe eben in § 359 BGB nur einen Einwendungsdurchgriff regeln wollen und sich damit bewusst gegen einen Rückforderungsdurchgriff entschieden. § 358 Abs. 4 Satz 3 BGB sei speziell auf die Situation des Widerrufsrechts zugeschnitten. Dort könne der Darlehensgeber die Auszahlung der Darlehensvaluta an den Unternehmer hinauszögern, bis klar sei, dass der Verbraucher nicht widerrufen habe. Würde man den Rückforderungsanspruch zulassen, erhöhe sich das Risiko des Darlehensgebers unbillig durch eine Erstreckung auf einen längeren Zeitraum im Rahmen der Mängelgewährleistung. Außerdem gebe es keinen Grund dafür, den Verbraucher bei einem verbundenen Vertrag hinsichtlich seiner Risiken besser zu stellen als bei einem Teilzahlungsgeschäft. Bei einem Teilzahlungsgeschäft kann der Verbraucher sich auch nur an den Leistungserbringer halten und hätte das Insolvenzrisiko zu tragen. Es ist nicht ersichtlich, warum bei einem verbundenen Vertrag der Verbraucher nun einen zweiten, regelmäßig solventeren Schuldner erhalten soll. Der Verbraucher muss sich nach dieser Ansicht also an den Unternehmer, mit dem er den Waren- oder Dienstleistungsvertrag geschlossen hat, halten. Von diesem kann er gemäß § 346 Abs. 1, §§ 323 und 437 Nr. 2 BGB den Kaufpreis zurückverlangen, mit dem er dann das Darlehen zurückzahlen könnte.